# Lester Hayes
Pour les articles homonymes, voir Hayes.
(en) Statistiques sur pro-football-reference
Lester Craig Hayes, né le 22 janvier 1955 à Houston (Texas), est un sportif professionnel américain de football américain qui a joué au poste de cornerback dans la National Football League (NFL), pendant dix saisons (1977-1986) pour la franchise des Raiders d'Oakland.
Il est connu pour son utilisation du  stickum (en) avant que cet adhésif ne soit banni par la NFL en 1981 à la suite d'une règle portant son nom.

## Biographie

### Carrière universitaire
Étudiant à l'université A&M du Texas, Hayes joue pour les Aggies de 1973 à 1976 au sein de la NCAA Division I FBS et sa Southwest Conference.
Il obtient une sélection dans la 1re équipe 1975 et dans la 2e équipe 1976 de cette conférence ainsi qu'une sélection dans la 2e équipe 1975 All-American.

### Carrière professionnelle
Hayes est sélectionné en 126e choix global lors du 5e tour de la draft 1977 de la NFL par la franchise des Raiders d'Oakland.
Avec 13 interceptions, Hayes possède la meilleure statistique de la saison 1980. Il se classe 2e à égalité de l'histoire de la NFL au nombre d'interceptions sur une saison avec Dan Sandifer (en) (13 en 1948), derrière Dick Lane (14 en 1952). Ses performances lui valent d'être désigné meilleur joueur défensif NFL de l'année.

### Après carrière
En 2012, la Professional Football Researchers Association l'intronise au Hall of Very Good Class.

## Palmarès

### En NFL
- Vainqueur des Super Bowls : XV, XVIII ;
- Meilleur joueur défensif NFL de la saison 1980 NFL ;
- Sélectionné dans la 1re équipe All-Pro en 1980, 1981 et 1984 ;
- Sélectionné dans la 2e équipe All-Pro en 1982 et 1983 ;
- Sélectionné au Pro Bowl 1980, 1981, 1982, 1983 et 1984 ;
- Leader des interceptions au terme de la saison 1980 ;
- Sélectionné dans l'équipe de la décade 1980 de la NFL.

### En NCAA
- Sélectionné dans la 1re équipe 1975 de la Southwest Conference (SWC) ;
- Sélectionné dans la 2e équipe 1976 de la SWC ;
- Sélectionné dans la 2e équipe 1975 All-American.